# Othresypna fenella
Othresypna fenella là một loài bướm đêm trong họ Noctuidae.